# Alectis alexandrina
Cordonnier bossu
Espèce
Synonymes
- Alectis alexandrinus (Geoffroy Saint-Hilaire, 1817)[1] [2] [3]
- Blepharis alexandrinus (Geoffroy Saint-Hilaire, 1817)[2] [3]
- Caranx alexandrinus (Geoffroy Saint-Hilaire, 1817)[2] [3]
- Caranx goreensis (Cuvier, 1833)[2] [3]
- Gallichthys aegyptiacus Cuvier, 1833[1] [2] [3]
- Gallus alexandrinus Geoffroy Saint-Hilaire, 1817[1] [2] [3]
- Hynnis goreensis Cuvier, 1833[1] [2] [3]
- Scyris alexandrina (Geoffroy Saint-Hilaire, 1817)[1] [2] [3]
- Scyris alexandrinus (Geoffroy Saint-Hilaire, 1817)[2] [3]
- Selene goreensis (Cuvier, 1833)[2] [3]
- Vomer alexandrinus (Geoffroy Saint-Hilaire, 1817)[1] [2]

Statut de conservation UICN

 LC  : Préoccupation mineure
Alectis alexandrina, communément appelé cordonnier bossu, est une espèce de poissons marins de la famille des carangues.

## Description
« Corps haut et très comprimé, devenant plus allongé au cours de la croissance (hauteur contenue environ 1,3 à 1,8 fois dans la longueur à la fourche) ; profil dorsal abrupt. Bouche grande, l'extrémité de la mâchoire supérieure se terminant au-dessous de la moitié antérieure de l'oeil ; 7-1 1 branchiospines supérieures, 25-28 inférieures sur le premier arc branchial. Nageoire dorsale à 7 épines (se résorbant et non apparentes à partir de 150 mm environ de longueur à la fourche), suivies d'une épine et de 20-22 rayons mous ; anale à 2 épines (se résorbant et non apparentes dès les petites tailles) suivies dune épine et de 18-20 rayons mous ; les premiers rayons mous de la dorsale et de l'anale extrêmement longs et filamenteux chez le jeunes, se résorbant et moins allongés chez les adultes ; pectorales falciformes, plus longues que la tête ; pelviennes allongées chez les jeunes. Écailles très petites et cycloïdes, difficilement visibles, absentes sur certaines parties de la tête et du corps ; ligne latérale à 4-20 scutelles sur sa partie rectiligne ; carènes bilatérales paires présentes à la base de la caudale (...). La coloration est argentée avec une légère teinte bleuâtre métallique sur le tiers supérieur du corps et de la tête ; juvéniles avec cinq barres sombres sur le corps. »

— Marie-Louise Bauchot, dans Lévêque et al., 1992. Faune des poissons d'eau douce et saumâtre d'Afrique de l'Ouest. ORSTOM/MRAC, série Faune Tropicale, Tome 2, page 674.
La taille maximale de Alectis alexandrina est de 100 cm pour un poids maximal de 3,2 kg, toutefois sa taille habituelle est d'environ 60 cm.

## Répartition
Alectis alexandrina se rencontre dans l'Atlantique (depuis la pointe sud du Portugal jusqu'à l'Angola), en Méditerranée (le long des côtes de l'Afrique du Nord), dans le sud de l'Adriatique et en mer Noire. Sa présence dans le bassin oriental de la Méditerranée est considérée comme sporadique bien que ses captures aient semble-t-il augmenté au début du XXIéme siècle tel que montré par des recherches faisant appel à la science participative. Sans qu'il ne soit possible de savoir s'il s'agit réellement d'une augmentation des densités de cette espèce thermophile ou si cela est dû à un manque de données dans les périodes antérieures. Des larves d'A. alexandrina ont été récoltées dans le neuston au large d'Israël.
Cette espèce vit jusqu'à une profondeur maximale de 70 m.

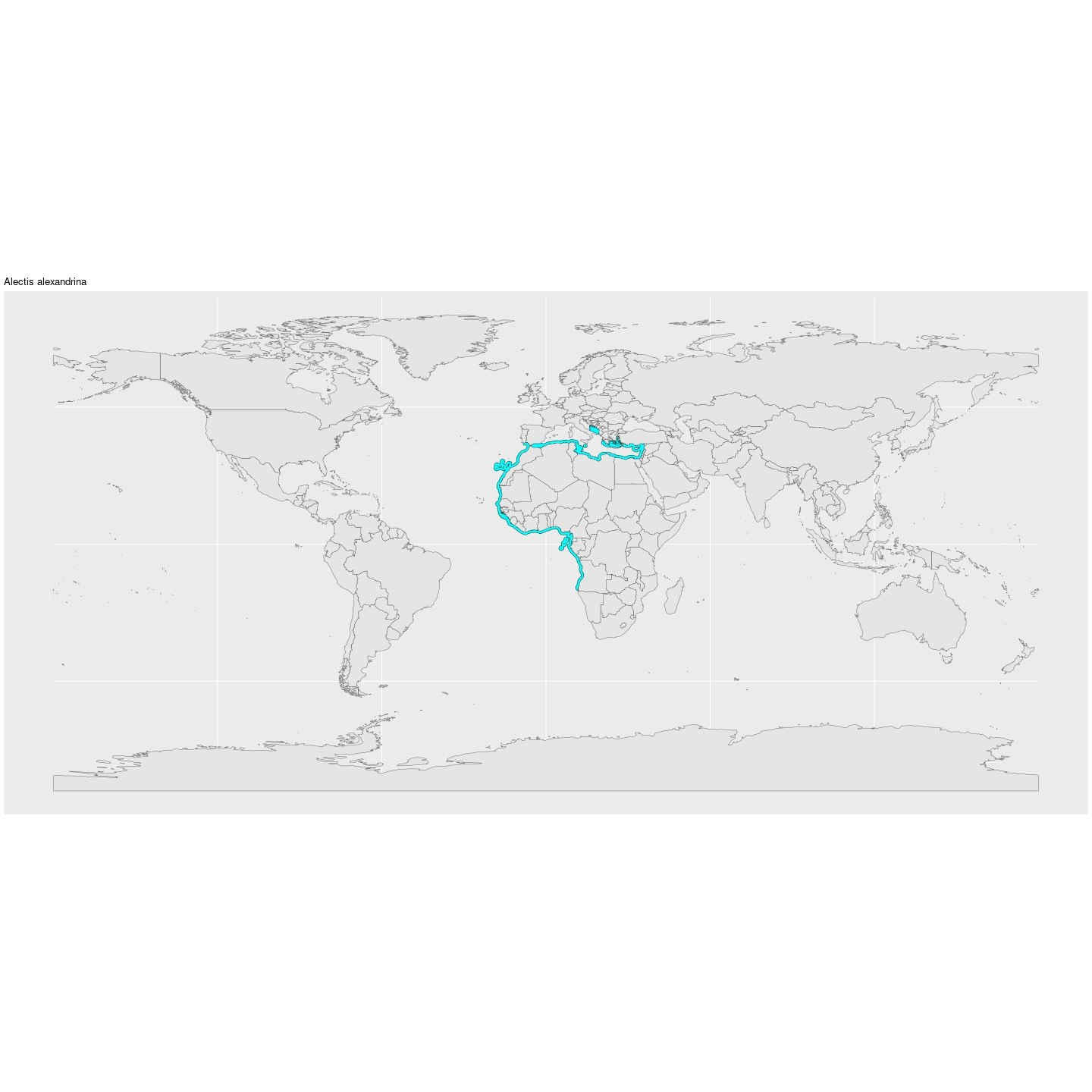
Distribution d'A. alexandina à partir des données de la Liste Rouge de l'UICN.

Ce taxon se rencontre dans les pays suivants : Albanie, Algérie, Angola, Bénin, Cameroun, Chypre, Croatie, Côte d'Ivoire, Espagne, Gabon, Gambie, Ghana, Gibraltar, Grèce, Guinée équatoriale, Guinée-Bissau, Guinée, Israël, Italie, Liban, Liberia, Libye, Malte, Maroc, Mauritanie, Monténégro, Nigeria, Portugal, République arabe sahraouie démocratique, République du Congo, République démocratique du Congo, São Tomé-et-Principe, Serbie, Sierra Leone, Syrie, Sénégal, Togo, Tunisie, Turquie, Égypte. Voir figure.
La mention de cette espèce dans les habitats littoraux de l'île de Sumbawa en Indonésie, est certainement une erreur d'identification.

## Habitat
Les adultes sont solitaires et vivent près du fond. Les jeunes sont plus pélagiques et se laissent parfois dériver et pénètrent dans les eaux saumâtres (estuaires et lagunes côtières).

## Biologie
L'espèce est classée « Mo » (espèce Marine occasionnelle) dans la classification écologique d'Albaret pour les espèces de poissons des milieux estuariens et lagunaires d'Afrique de l'Ouest. Cela correspond à une espèce marine, parfois présente mais rare dans les estuaires et les lagunes côtières, avec une faible abondance, ne s'y reproduisant pas, et étant faiblement euryhaline. Cela est en phase avec la classification de Whitfield où elle est classée parmi les « Marine stragglers » (marins errants ou occasionnels marins), ce qui correspond à des « espèces de poissons marins qui se reproduisent en mer et dont seule une petite partie de la population globale pénètre dans les estuaires ou les utilise. La plupart de ces espèces sont confinées dans les estuaires inférieurs, où elles sont peu nombreuses »
Un certain nombre de parasites ont été indiqués comme liés à cette espèce, notamment :
- Des trématodes en Méditerranée[13] : Ectenurus lepidus Looss, 1907, Lecithochirum israelense Fischthal, 1980, Lecithocladium excisum (Rudolphi, 1819); et au Ghana[14] des Digènes de la famille des Didymozoidae.
- En plus des précédents, une synthèse de 2016[15] indique aussi un certain nombre d'autres parasites pour l'espèce :
  - Rhadinorhynchus pristis (Rhadinorhynchidae) ; Heteronybelinia estigmena, Nybelinia estigmena, N. punctatissima, N. senegalensis, N. cadenati (Tentaculariidae) ; Pseudomazocraes monsivaisae (Pseudomazocraeidae).

## Alimentation
Cette espèce est un prédateur généraliste de premier niveau se nourrissant principalement de macro-crustacés. En particulier elle se nourrit de crevettes, dont Crangon crangon dans les eaux d'Afrique de l'Ouest, mais aussi de calmars et de poissons.

## Pêche
Elle est capturée dans des pêcheries mixtes dans toute son aire de répartition et, selon sa taille, elle peut avoir une grande valeur sur les marchés. Cette espèce est présente mais pas commune en Méditerranée.

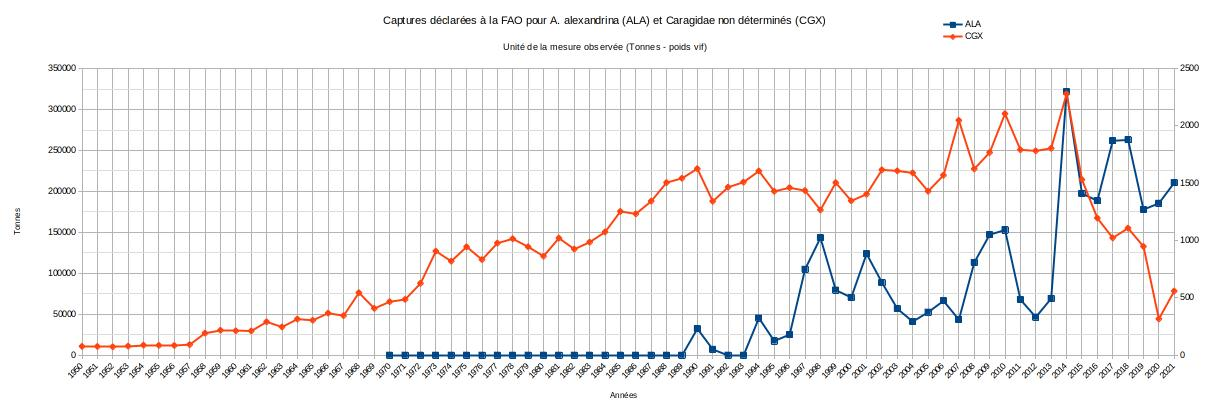
Données de captures FAO pour A. alexandrina et les Carangidés entre 1950 et 2021

D'après les captures rapportées à la FAO pour les carangidés en général ("carangids nei") et pour A. alexandrina, les débarquements fluctuent, mais il n'y avait pas d'indication de déclin des captures jusqu'à la date de réalisation de l'évaluation par l'UICN. En revanche, à partir de 2015, une très forte baisse des captures est intervenue pour les deux groupes. Elle est particulièrement marquée pour le groupe mixte des carangidés qui sont passés de 319 Mt en 2014 à 78 Mt en 2021. Bien qu'également importante, la diminution est moindre pour A. alexandrina qui avait atteint un pic exceptionnel en 2014 (2300 t contre une moyenne de 617 t entre 1997 et 2013) et ses captures se sont stabilisées par la suite pour atteindre 1500 t en 2021. Voir figure.
Dans l'Union Européenne, cette espèce fait l'objet d'une dénomination commerciale sous le nom vernaculaire de Cordonnier bossu. Elle fait l'objet de pêche au chalut, avec des lignes et des hameçons ainsi qu'à l'aide de sennes dans les zones de pêche FAO : 27 - Atlantique nord-est, 34 Atlantique centre-est, 37 Méditerranée et Mer Noire, et 47 Atlantique sud-est.

## Protection
Alectis alexandrina est une espèce commune, d'intérêt commercial limité, qui a été évaluée pour la Liste rouge de l'UICN des espèces menacées en 2013. L'espèce était alors classée dans la catégorie "Préoccupation mineure" et la révision des espèces de poissons de l'Atlantique Est de 2016, a maintenu ce classement. En 2023 aucune mesure de conservation n'est mise en place pour cette espèce. Mais dans son aire de répartition, elle est susceptible de se rencontrer dans plusieurs aires marines protégées.

## Systématique
Le nom valide complet (avec auteur) de ce taxon est Alectis alexandrina (Geoffroy Saint-Hilaire, 1817).
Ce taxon porte en français les noms vernaculaires ou normalisés suivants : Cordonnier Bossu, Hynnis de Gorée, Mussolini, Scyris D'Alexandrie, Vomer de Gorée.

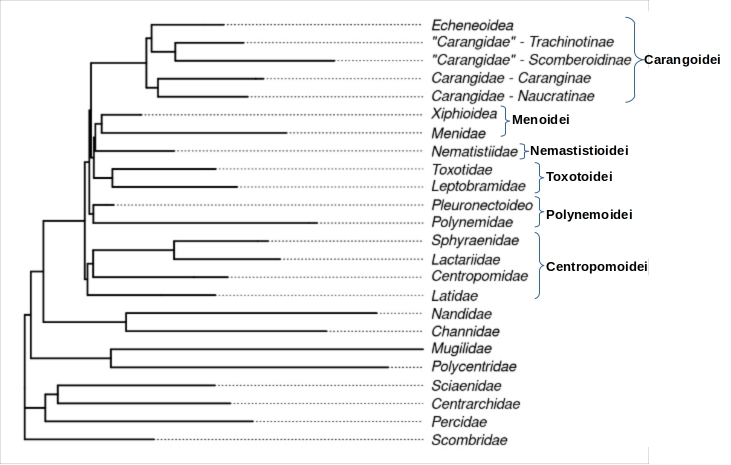
Cladogramme condensé des relations entre familles et autres groupes de Carangiformes. L'infra-ordre des Pleuronectoideo ou "pleuronectoïdes" comprend toutes les familles de poissons plats, y compris les Psettodidae.

Au cours des deux premières décennies du XXIème siècle, les méthodes basées sur l'ADN ont permis de mieux comprendre la phylogénie des poissons. Ces outils ont permis de montrer que les carangiformes, un groupe de poissons comprenant environ 1 100 espèces, pouvaient être considérés comme un clade. Mais la position systématique des différentes familles, dont les carangidae, a fait l'objet de plusieurs hypothèses conflictuelles,,,,,,, dont une étude  de 2020 combinant des données morphologiques et génomiques pour caractériser l'histoire évolutive et la variation anatomique des carangiformes a réalisé la synthèse (voir figure). Dans cette phylogénie, Alectis alexandrina fait partie de la sous-famille des Caranginae. Un travail plus récent a globalement confirmé cette phylogénie, tout comme la proximité entre les trois espèces qui composent le genre Alectis au sein de la sous-famille des Caranginae.
Cependant, une révision du genre Carangoides et de ses genres apparentés (Alectis Rafinesque 1815, Atropus Oken 1817, Parastromateus Bleeker 1864, Selene Lacepède 1802, Ulua Jordan et Snyder 1908, et Uraspis Bleeker 1855) a été publiée en 2022. Ce travail a proposé de réorganiser cet ensemble en 15 genres (dont cinq nouveaux et quatre ressuscités) sur la base des résultats de phylogénétique moléculaire et de morphologie. Les trois espèces du genre Alectis précédemment reconnues seraient divisées en deux genres:  Alectis comprenant le seul Alectis ciliaris (Bloch 1787), et Scyris Cuvier 1829 comprenant les deux espèces Scyris alexandrina (Geoffroy St. Hilaire 1817) et Scyris indica Rüppell 1830. Mais en décembre 2023, cette révision n'a pas été reprise dans les principales bases de données sur les poissons. À l'exception notable du Catalogue Eschmeyer qui fait autorité et qui la prend en compte.
Alectis alexandrina a pour synonymes :
- Alectis alexandrinus (Geoffroy Saint-Hilaire, 1817)
- Blepharis alexandrinus (Geoffroy Saint-Hilaire, 1817)
- Caranx alexandrinus (Geoffroy Saint-Hilaire, 1817)
- Caranx goreensis (Cuvier, 1833)
- Gallichthys aegyptiacus Cuvier, 1833
- Gallichtys aegyptiacus Cuvier, 1833
- Gallus alexandrinus Geoffroy Saint-Hilaire, 1817 ← nom d'origine.
- Hynnis goreensis Cuvier, 1833
- Scyris alexandrina (Geoffroy Saint-Hilaire, 1817) ← nom rétabli en 2022[34].
- Scyris alexandrinus (Geoffroy Saint-Hilaire, 1817)
- Selene goreensis (Cuvier, 1833)
- Vomer alexandrinus (Geoffroy Saint-Hilaire, 1817)

## Publication originale
- Geoffroy St. Hilaire, 1817 : Poissons du Nil, de la mer Rouge et de la Méditerranée. in Description de l’Égypte ou recueil des observations et des recherches qui ont été faites en Égypte pendant l’expédition de l'Armée français, publié par les ordres de sa Majesté-L'Empereur Napoléon le Grand, Histoire Naturelle, vol. 1, n. 1[36].

## Étymologie
Le nom de genre vient de du grec ancien, aléktôros (αλέκτωρ) = coq. Allusion aux noms de coq de mer, poule de mer et poisson-coq, alors appliqués aux membres du genre Zeus, dans lequel Alectis alexandrina avait été placé à l'origine (nom de remplacement pour Gallus Lacepède 1802, qui signifie aussi coq, déjà utilisé pour un genre d'oiseaux). Fishbase indique une autre étymologie pour le nom de genre, mais sans indiquer de source : Alectis proviendrait du nom de l'une des trois Erinyes de la mythologie grecque.
Le nom d'espèce vient de la ville d'Alexandrie en Égypte d'où provient l'holotype.
Scyris, le nom du genre réhabilité, proviendrait d'un nom utilisé par Oppien pour un poisson que Cuvier aurait utilisé pour nommer le genre.